# Mathieu-Jean-Baptiste Nioche de Tournay
Pour les articles homonymes, voir Tournay (homonymie).
Mathieu-Jean-Baptiste Nioche de Tournay (Le Mans, 30 décembre 1767 - Paris, 7 février 1844), est un auteur dramatique français.

## Biographie
Employé à la Banque de France, ses pièces ont été représentées sur les plus grandes scènes parisiennes du XIXe siècle : théâtre du Palais-Royal, théâtre du Vaudeville, théâtre Montansier, etc.

## Œuvres
- Les Avant-postes, ou l'Armistice, vaudeville anecdotique en un acte, avec Jean-Baptiste-Charles Vial, 1800
- L'Abbé Pellegrin, ou la Manufacture de vers, comédie en 1 acte mêlée de vaudevilles, 1801
- Le Congé, ou la Fête du vieux soldat, divertissement en 1 acte, en prose, mêlé de vaudevilles, avec Vial, 1802
- Marmontel, comédie en 1 acte, en prose, mêlée de vaudevilles, avec Armand Gouffé et Pierre-Ange Vieillard, 1802
- M. Seringa, ou la Fleur des apothicaires, avec Duval, 1803
- Arlequin tyran domestique, enfantillage en 1 acte, mêlé de vaudevilles, avec Marc-Antoine Désaugiers et Francis baron d'Allarde, 1805
- Monsieur Vautour ou le Propriétaire sous le scellé, vaudeville en 1 acte, avec Désaugiers et Georges-Louis-Jacques Duval, 1805
- Le Vieux Chasseur, comédie en 3 actes, mêlée de vaudevilles, avec Désaugiers et Francis d'Allarde, 1806